# Хімус
Хі́мус (від грец. χυμός — сік) — рідкий або напіврідкий вміст шлунку або кишечника, який складається з частково перетравленої їжі, шлункового та кишкового соку, секретів залоз, жовчі, злущених епітеліальних клітин та мікроорганізмів.

## Гастродуоденальний перехід
Хімус формується в результаті моторної та секреторної діяльності шлунка та евакуюється у дванадцятипалу кишку через пілоричний сфінктер, який їх розділяє. Пілоричний сфінктер активно бере участь у евакуаторному процесі та у формуванні хімусу, що поступає до дванадцятипалої кишки. 
Вміст шлунка потрапляє до дванадцятипалої кишки окремими порціями завдяки скороченню мускулатури шлунка та відкриттю пілоричного сфінктера. Це відкриття відбувається внаслідок подразнення рецепторів слизової пілоричної частини шлунка соляною кислотою. Перейшовши до дванадцятипалої кишки, соляна кислота, що знаходиться в хімусі, діє на хеморецептори слизової оболонки дванадцятипалої кишки, що призводить до закриття пілоричного сфінктера.
Після нейтралізації кислоти в дванадцятипалій кишці лужним дуоденальним соком пілоричний сфінктер знову відкривається. Швидкість переходу вмісту шлунка у дванадцятипалу кишку залежить від складу, осмотичного тиску, об'єму, кислотності, температури та консистенції шлункового вмісту, ступеню наповнення дванадцятипалої кишки, стану пілоричного сфінктеру.
Хімус переходить у дванадцятипалу кишку тільки тоді, коли його консистенція стає рідкою або напіврідкою. Вуглеводна їжа евакуюється швидше, аніж їжа, багата білками. Жирна їжа переходить в дванадцятипалу кишку з найменшою швидкістю.

## Тонка кишка
Кислий вміст шлунку, що потрапляє у дванадцятипалу кишку, залишається таким у здорової людини в середньому 14—16 секунд. За цей час: кислотність дуоденального хімусу зменшується за рахунок бікарбонатів жовчі та дуоденального й панкреатичного соку; шлункові протеолітичні ферменти інактивуються; в хімус вводяться панкреатичні ферменти; емульгуються жири. Таким чином процес шлункового травлення переводиться у тонкокишковий.
В тонкій кишці виконується один з найважливіших етапів травного процесу. Окрім травних ферментів, що потрапили із хімусом зі шлунка, під час знаходження хімусу в дванадцятипалій кишці в нього потрапляють ферменти, які секретуються підшлунковою залозой, печінкою, а також залозами та секреторними клітинами самої дванадцятипалої кишки.
Таким чином, хімус, що знаходиться в тонкій кишці, містить велику кількість ферментних білків, у тому числі:
- секретованих у складі кишкового соку: ентеропептидазу, карбогідрази, пептидази, моногліцеридліпазу, фосфатази та ін.;
- секретованих підшлунковою залозою:
проферменти: трипсиноген, хімотрипсиноген, проеластазу E, прокарбокіпетидази А1 и В2, профосфоліпазу А21, а також їхні активні форми;
ферменти: γ-амілазу, ліпазу, карбоксилестерліпазу, рибонуклеазу, дезоксирибонуклеазу;
кофермент коліпаза;
інгібітори: інгібітор трипсина, літостатин.

Компоненти частково перетравленої їжі, а також такі, що потрапили в хімус зі шлунку та травних залоз біологічно активні речовини взаємодіють через епітелій на кишечник, регулюючи його секреторну та моторні функції.

## Товста кишка
В людини з тонкої кишки до товстої через ілеоцекальний клапан переходить щоденно близько 400 г хімусу. В товстій кишці травні процеси істотно відрізняються від тонкокишкових. В товстій кишці відбувається інтенсивне всмоктування води з хімусу. Структура хімуса помітно змінюється та він перетворюється на калові маси. З 400 г хімусу, що поступив у товсту кишку, утворюється приблизно 150 — 200 г кала.